# Driveclub
Driveclub é um videojogo de condução produzido pela Evolution Studios e editado pela Sony Computer Entertainment para PlayStation 4. Driveclub foi revelado juntamente com a consola na conferencia de imprensa dada pela Sony em Fevereiro de 2013. É o primeiro jogo não-MotorStorm da Evolution Studios desde WRC: Rally Evolved de 2005. Anunciado inicialmente como um dos títulos de lançamento exclusivos da PlayStation 4, Driveclub foi editado a 7 de Outubro de 2014 na América do Norte, a 8 de Outubro na Europa e a dia 10 de Outubro no Reino Unido.
Driveclub teve uma recepção variada por parte dos críticos. No sites de criticas agregadas GameRankings e Metacritic conseguiu uma pontuação média de 72.20% e 72/100, respectivamente. Enquanto que os visuais e os gráficos foram a maior fonte de elogios, os problemas com as mecânicas na jogabilidade tiveram análises muito divergentes. As criticas recaíram sobretudo sobre a falta de conteúdo e a fraca inteligência artificial.

## Jogabilidade

Driveclub é o primeiro jogo da Evolution Studios que se foca em corridas de estrada.

Driveclub difere da anterior série de corridas da Evolution Studios, MotorStorm, focando-se em corridas de estrada ao contrário de todo o terreno. Não está classificado como um jogo simulador como as séries Gran Turismo e Forza Motorsport, mas mais similar a Grid 2.
O jogo tem um modo para um jogador apenas, mas tal como é sugerido pelo nome 'Driveclub', os jogadores podem fazer Clubes com um máximo de seis pessoas, para completarem desafios em conjunto contra outros Clubes e ganharem Fama, que serve para subir de nível e desbloquear veículos. As acções de cada membro contribui para o sucesso global do clube. Inicialmente o jogo conta com 50 veículos de várias marcas, divididos entre cinco categorias: Hot Hatch, Sport, Performance, Super e Hyper.
Driveclub também contém um clima dinâmico personalizado, como neve e chuva, e um ciclo dia-noite. As pistas e os ambientes do jogo são inspirados em locais reais em diversas regiões ao longo do globo incluindo Canada, Chile, Índia, Noruega e o Reino Unido, num total de 55 circuitos.
A equipa de produção planeia lançar a aplicação móvel MyDRIVECLUB para os dispositivos Android e iOS. Com a aplicação os jogadores podem por exemplo consultar as estatísticas do seu Clube, assistir a corridas ao vivo, criar e enviar desafios e ver as últimas noticias sobre o jogo.

## Desenvolvimento
Driveclub foi revelado juntamente com a PlayStation 4 na conferencia de imprensa dada pela Sony em Fevereiro de 2013.
A 18 de Outubro de 2013, a Sony anunciou que Driveclub tinha sido adiado para 2014. Numa frase colocada no PlayStation.Blog, a companhia refere que "SCE Worldwide Studios e a equipa de Evolution Studios tiveram que tomar esta difícil decisão de adiar Driveclub PlayStation Plus Edition até 2014," explicou o chefe da Sony Worldwide Studios, Shuhei Yoshida. "Driveclub será um jogo de corrida muito inovador, e socialmente ligado, mas a equipa precisa de mais tempo para conseguirem dar a visão que querem do jogo - e estou muito confiante que o jogo irá ultrapassar as vossas expectativas."
A 10 de Março de 2014, numa entrevista ao IGN, Scott Rohde Chefe de Departamento de Desenvolvimento PlayStation, afirmou que o jogo teve vários adiamentos: "O que vou dizer é que tudo volta ao princípio fundamental, e é isso que nós queremos construir grandes jogos, e nós realmente não queremos lançar um jogo antes que esteja pronto." Rohde e outros representantes da Sony não conseguiram no entanto dar uma data especifica de lançamento mas que no entanto talvez fosse demorado porque o jogo tinha voltado de novo para o esboço.
A 30 de Abril de 2014, o director Paul Rustchynsky disse que o atraso foi causado pela criação do "menu dinâmico" do jogo. O menu permite ao jogador aceder rapidamente aos vários sub-menus, juntar-se a clubes, participar em corridas entre outras actividades nos jogo.
Os produtores confirmaram que Driveclub irá correr numa resolução de 1080p com 30 frames per second (FPS). O estúdio queria chegar aos 60 FPS quando começaram a produção do jogo, mas acabaram por se estabelecer nos 30 FPS, porque segundo Rustchynsky "... com 30fps não temos de nos agarrar a qualquer um dos detalhes visuais obsessivos no nosso jogo."
Apesar da Evolution Studios ter feito experiências com o Project Morpheus da Sony, o jogo não irá suportar realidade virtual.

## Lançamento
Anunciado inicialmente como um dos títulos de lançamento exclusivos da PlayStation 4, a 29 de Abril de 2014 e depois de vários adiamentos, foi confirmado que Driveclub seria editado a 7 de Outubro de 2014 na América do Norte, 8 de Outubro na Europa e 10 de Outubro no Reino Unido.
Na Europa, o jogo também está disponível com a consola PlayStation 4 em dois pacotes diferentes: um com uma consola branca e o outro com a versão preta. Em Setembro de  2014, Evolution Studios anunciou o “Season Pass”. O passe, que pode ser ou não gratuito, dá acesso a 11 novas pistas, 23 novos eventos, e um carro novo por mês até Junho de 2015.
Durante a Electronic Entertainment Expo 2013 a Sony anunciou que os assinantes do serviço PlayStation Plus iriam receber uma edição especial de Driveclub. A “Driveclub: PS Plus Edition” tem as mesmas mecânicas que a edição em disco óptico, mas com um numero limitado de pistas e carros. Inicialmente programada para ser editada aquando do lançamento oficial do jogo, a “Driveclub: PS Plus Edition” acabou por ser adiada devido a problemas com os servidores, como explicado por Paul Rustchynsky, director de Driveclub.

## Banda sonora
A banda sonora oficial de Driveclub foi produzida pela banda galesa Hybrid. Editada no iTunes a 7 de Outubro de 2014 pela Sony Computer Entertainment, a banda sonora contém 27 canções e inclui remisturas de Noisia, Black Sun Empire, DJ Shadow entre outros. Numa opção pouco comum, a música está desligada por defeito. O director Paul Rustchynsky diz que a opção foi tomada para dar ênfase ao som do jogo.
| Driveclub (Original Soundtrack) |                                               |                |         |  |
| N.º                             | Título                                        | Compositor(es) | Duração |  |
| 1.                              | "Be Here Now"                                 | Hybrid         | 4:57    |  |
| 2.                              | "All Torque"                                  | Hybrid         | 4:48    |  |
| 3.                              | "Tunnel Vision"                               | Hybrid         | 4:48    |  |
| 4.                              | "Power Curve"                                 | Hybrid         | 4:51    |  |
| 5.                              | "The Club Rules"                              | Hybrid         | 4:26    |  |
| 6.                              | "Be Here Now (Hybrid Remix)"                  | Hybrid         | 4:28    |  |
| 7.                              | "All Torque (Hybrid Remix)"                   | Hybrid         | 4:31    |  |
| 8.                              | "Tunnel Vision (Hybrid Remix)"                | Hybrid         | 4:45    |  |
| 9.                              | "Power Curve (Hybrid Remix)"                  | Hybrid         | 4:35    |  |
| 10.                             | "The Club Rules (Hybrid Remix)"               | Hybrid         | 4:23    |  |
| 11.                             | "Be Here Now (Alex Banks Remix)"              | Hybrid         | 4:55    |  |
| 12.                             | "All Torque (Black Sun Empire Remix)"         | Hybrid         | 4:33    |  |
| 13.                             | "Power Curve (Clark Remix)"                   | Hybrid         | 5:14    |  |
| 14.                             | "Power Curve (DJ Shadow X Bleep Bloop Remix)" | Hybrid         | 4:47    |  |
| 15.                             | "All Torque (Elite Force Remix)"              | Hybrid         | 4:17    |  |
| 16.                             | "All Torque (F Buttons Remix)"                | Hybrid         | 5:10    |  |
| 17.                             | "Be Here Now (Fred V & Grafix Remix)"         | Hybrid         | 4:12    |  |
| 18.                             | "The Club Rules (Kilon Tek Remix 1)"          | Hybrid         | 3:52    |  |
| 19.                             | "The Club Rules (Kilon Tek Remix 2)"          | Hybrid         | 4:42    |  |
| 20.                             | "Power Curve (Noisia Driveclub™ Remix)"       | Hybrid         | 4:46    |  |
| 21.                             | "Tunnel Vision (Photek Remix)"                | Hybrid         | 4:42    |  |
| 22.                             | "Be Here Now (Qemists Remix)"                 | Hybrid         | 4:06    |  |
| 23.                             | "All Torque (Raffertie Remix)"                | Hybrid         | 4:05    |  |
| 24.                             | "All Torque (Second Storey Remix)"            | Hybrid         | 5:32    |  |
| 25.                             | "Power Curve (Segal Remix)"                   | Hybrid         | 4:02    |  |
| 26.                             | "Tunnel Vision (Xcalibr Remix)"               | Hybrid         | 4:26    |  |
| 27.                             | "Be Here Now (Hybrid Radio Edit)"             | Hybrid         | 3:21    |  |
| Duração total:                  | Duração total:                                | Duração total: | 1:57:54 |  |

## Recepção

### Criticas profissionais
Driveclub teve uma recepção variada por parte dos críticos. No sites de criticas agregadas GameRankings e Metacritic conseguiu uma pontuação média de 72.20% e 72/100, respectivamente. Enquanto que os visuais e os gráficos foram a maior fonte de elogios, os problemas com as mecânicas na jogabilidade tiveram análises muito divergentes. As criticas recaíram sobretudo sobre a falta de conteúdo, principalmente para a experiência de um jogador, e a fraca inteligência artificial (IA).
Justin Towell da GamesRadar deu ao jogo 4 em 5 estrelas, elogiando o sistema de desafios online, a condução acessível e jogabilidade amiga dos novatos. No entanto criticou os visuais nos danos, os acidentes não satisfatórios e o modo para um jogador descrevendo-o como "aborrecido, sem vida e uma experiência estereotipada".
Dale North da Destructoid deu 7.5/10. O critico elogiou os controlos satisfatórios e o som, assim como os ambientes detalhados, mas criticando a falta de valor de repetição, a constante colisão de carros da AI e os estranhos erros visuais na vista dentro do carro, concluindo "tem o suficiente para oferecer em relação a outras alternativas de corrida novas e futuras." Ludwig Kietzmann do Joystiq também elogiou os ambientes e o som. No entanto, também criticou a IA abusiva dos carros, considerando que só isso arruína toda a experiência para um jogador, porque os jogadores estão constantemente a levar colisões, a ter desastres e a serem atirados para fora da estrada. Também criticou a falta de opções de dificuldade.
Luke Reilly do IGN deu a Driveclub 7.9/10. Elogiou a enorme sensação de velocidade e os gráficos, descrevendo-os como "o jogo mais bonito de corridas visto numa consola", mas critica também a demasiado agressiva e frustrante IA e os drifts difíceis quando comparado com a condução acessível, mas ainda assim resumiu o jogo como "um jogo arcade de corridas convencional e mais modesto do que o aqueles tipos de mundo aberto que geralmente vemos hoje".
John Robertson da Computer and Video Games deu 8/10, também elogia os gráficos e o sistema de Clubes, mas criticando a falta de variedade nos tipos de corridas e nos desafios, bem como a condução do género arcade, que descreve "fica em desacordo com a pureza de eventos disponíveis". Pelo contrário, Kevin VanOrd do GameSpot deu ao jogo apenas 5/10. Elogiou os carros e os circuitos disponíveis, mas criticou a banda sonora e a apresentação do jogo no seu geral. Os gráficos também foram objecto de elogio mas disse que os ambientes e os seus arredores "têm tanta vida como os cartões postais".
Jeff Gerstmann do Giant Bomb deu 2 em 5 estrelas, elogiando as tabelas de pontuação online, os efeitos de luzes e gráficos, mas criticando o menu confuso, os motoristas IA excessivamente mecânicos, a manipulação do carro estranhamente aderente e a falta de elementos de diversão. Gerstmann resumiu o jogo como "um retrocesso estranho para os velhos dias sombrios dos jogos de condução das consolas". Matt Whittaker da Hardcore Gamer deu a mesma pontuação e elogia o sistema de Clubes que diz ser "vagamente interessante à superfície" e os visuais chamando-os "maravilha gráfica impressionante" a um nível macro, porque como refere, a um nível mais detalhado "a fotografia feia começa a aparecer", comentando a falta de profundidade e realismo nos efeitos de danos nos veículos. Critica os frequentes problemas na jogabilidade e a IA horrível que "tem a capacidade de frustrar". Whittaker refere em jeito de conclusão que Driveclub "constitui um caso forte contra o popular argumento de que os atrasos fazem melhores videojogos."

### Vendas
Em Julho de 2015, foi anunciado que Driveclub já tinha vendido mais de 2 milhões de cópias.